# Hamataliwa fronticornis
Hamataliwa fronticornis là một loài nhện trong họ Oxyopidae.
Loài này thuộc chi Hamataliwa. Hamataliwa fronticornis được Roger de Lessert miêu tả năm 1927.